# Germanske-SS
Germanske-SS (tysk: Germanische-SS) var fællesnavnet på ikke-tyske SS-grupper i det besatte Europa mellem 1939 og 1940.
Undergrupper som blev oprettet var:
- Holland: Germanske-SS i Holland
- Belgien: Germanske-SS i Vlaanderen
- Norge: Germanske-SS Norge
- Danmark: Schalburgkorpset og Frikorps Danmark